# Mona Mur
Mona Mur (eigentlich Sabine Bredy; * 1960 in Hamburg) ist eine deutsche Sängerin, Musikerin, Produzentin und Taekwondo-Sportlerin.

## Werdegang
Mona Mur gründete 1982 mit Gode B. (bürgerlich: Godehard Buschkühl) und den Mitgliedern der Einstürzenden Neubauten Mark Chung, FM Einheit und Alexander Hacke die Band Mona Mur & Die Mieter. Die Band wurde bekannt in der deutschen Punkszene, veröffentlichte jedoch nur eine 12″-EP mit dem Titel Jeszcze Polska. Diese erhielt internationale Beachtung und war „Single of the Week“ im Londoner New Musical Express. Mona Mur begann danach eine Solokarriere und war von 1984 bis 1986 ausschließlich live auf der Bühne zu sehen. Ihre Begleitband bestand aus FM Einheit, Alexander von Borsig, Nikko Weidemann, Thomas Stern („Crime and the City Solution“) und Siewert Johannsen („Stricher“) und dem Toningenieur Raymond Watts (KMFDM, PIG).
Danach beginnt der Schweizer Musiker und Produzent Dieter Meier, Mur zu unterstützen. 1988 nimmt sie in England ihr Debütalbum Mona Mur für RCA auf. Musikalischer Produzent des Albums wird Jean-Jaques Burnel, an den Keyboards ist Dave Greenfield (beide The Stranglers) zu hören.
Das zweite Album Warsaw, auf dem sie Grzegorz Ciechowski und das Warschauer Philharmonische Orchester begleitet, wurde 1990 in Polen produziert, jedoch erst 2015 bei Mystic Production veröffentlicht.
In den folgenden Jahren befasste sich Mona Mur hauptsächlich mit der Kampfsportart Taekwondo, erreichte den 3. DAN und wurde als Mitglied der deutschen Nationalmannschaft zweimal Internationale Deutsche Vizemeisterin.
Seit 1996 ist Mona Mur als Komponistin und Sounddesignerin für Filme und Computerspiele tätig. Für ihren experimentellen Ambient-Score für das Computerspiel Kane & Lynch 2: Dog Days (2010) wird sie 2012 zur Game Developers Conference in San Francisco eingeladen. Der Spielfilm Gegen die Wand enthält drei ihrer Stücke. Seit 2007 arbeitet sie mit En Esch zusammen. Das Duo spielte seither zahlreiche Konzerte in Europa und Nordamerika sowie auf Festivals, unter anderen beim Wave-Gotik-Treffen, beim Kurt-Weill-Fest in Dessau, beim Alternativa in Prag und beim Wroclaw Industrial Festival in Breslau. 2009 erschien als gemeinsames Album von Mona Mur & En Esch 120 Tage – The Fine Art of Beauty and Violence. 2011 erschien das zweite gemeinsame Album Do With me What you Want.
2019 veröffentlichte Mona Mur gemeinsam mit Ralf Goldkind ihr Soloalbum Delinquent. Als Gastmusiker treten u. a. Bettina Köster von Malaria! und Anja Huwe von Xmal Deutschland in Erscheinung. Ebenfalls 2019 trat Mona Mur beim bedeutenden polnischen Festival 4 Kultury in der Stadt Łódź auf. Der Deutsche Musikrat fördert ihren experimentellen Liederabend Henker und Jäger – Über den Hass als kollektive Besessenheit. Eine erste Aufführung in der Besetzung FM Einheit, En Esch, Simone Kermes und Mona Mur fand im Dezember 2019 im Münchner Muffatwerk statt. Seit 2021 veröffentlicht das Berliner Label Playloud! eine Reihe von Re-Releases der Künstlerin, als erstes erschien im September 2021 das ’88er-Soloalbum „Mona Mur“ auf Vinyl.
2022 unterschreibt Mona Mur beim US-amerikanischen Industrial Electronic Label GIVE/TAKE, als erstes Album erscheint Snake Island, auf dem sie auch als Gitarristin in Erscheinung tritt.
Wie das New Yorker Label Sacred Bones Records im Januar 2024 ankündigte, ist Mona Mur Produzentin und Ko-Komponistin des im März 2024 erschienenen Solo-Albums „Codes“ von Anja Huwe, ex – Frontfrau der Band Xmal Deutschland.
Filmemacher Dietmar Post veröffentlichte im November 2024 die Musikdokumentation „Mona Mur in Conversation“ beim Unerhört! Musikfilmfestival in Hamburg, wo die Filmbiografie bei der Premiere im Metropoliskino den Publikumspreis gewann.

## Diskografie
- 1982: Mona Mur & Die Mieter: Jeszcze Polska
- 1988: Mona Mur
- 1991: Warsaw
- 2004: Into Your Eye
- 2009: Mona Mur & En Esch: 120 Tage – The Fine Art of Beauty and Violence
- 2011: Mona Mur & En Esch: Do With me What you Want
- 2013: Einheit, Esch & Mur: Terre Haute
- 2015: Warsaw
- 2018: Those Days Are Over
- 2019: Delinquent
- 2021: Mona Mur (Re-Release)
- 2022: Snake Island
- 2022: The Original Band 1984–86
- 2023: Warsaw (Re-Release)
- 2023: Delinquent (Re-Release)
- 2024: Yishai Sweartz & Mona Mur Clouds of War

## Filmografie
- 1984: Decoder
- 1985: Berlin Now, Dokumentation von Wolfgang Büld
- 1988: Ballhaus Barmbek (Ballhaus Barmbek – Let’s kiss and say goodbye)
- 1988: Die Jungfrauenmaschine, von Monika Treut
- 1992: Peter Strohm
- 2004: Gegen die Wand
- 2002: Lichtspiel
- 2012: Israel und die Bombe
- 2014: Die Atombombe im Vorgarten (von Rudolph Herzog)
- 2014: Täuschung – Die Methode Reagan
- 2015: Dienstbereit - Nazis und Faschisten im Auftrag der CIA
- 2016: Mann im Spagat, von Timo Jacobs
- 2018: Citizen Animal – A Small Family’s Quest for Animal Rights
- 2019: Root Republic
- 2020: Little Big Family
- 2021: Genderation (von Monika Treut)
- 2022: Last Exit: Space (von Rudolph Herzog)
- 2024: Krieg oder Frieden (von Elfi Mikesch)
- 2024: Mona Mur in Conversation (Biografie)  (von Dietmar Post)